# Hammerhaus (Thurnau, Hutschdorf)
Hammerhaus (oberfränkisch: Home-haus) ist ein Gemeindeteil des Marktes Thurnau im Landkreis Kulmbach (Oberfranken, Bayern). Hammerhaus liegt in der Gemarkung Hutschdorf.

## Geographie
Die Einöde liegt am linken Ufer des Roten Mains und ist von Acker- und Grünland umgeben. Im Westen erhebt sich der Lehringsberg (374 m ü. NHN), auf halber Höhe dorthin ist ein Baum als Naturdenkmal ausgezeichnet. Die Kreisstraße KU 5 führt nach Lanzenreuth (0,3 km nördlich) bzw. an der Schlottermühle vorbei nach Partenfeld (0,5 km südwestlich).

## Geschichte
Hammerhaus wurde 1803 erstmals urkundlich erwähnt. 1805 bestand der Ort aus zwei Anwesen. Das Hochgericht übte das Justizamt Kulmbach aus. Die Grundherrschaft über beide Anwesen hatte das Giech’sche Amt Thurnau.
Mit dem Gemeindeedikt wurde Hammerhaus 1811 dem Steuerdistrikt Hutschdorf und 1812 der Ruralgemeinde Hutschdorf zugewiesen. Am 1. Januar 1972 wurde Hammerhaus im Zuge der Gebietsreform in Bayern in den Markt Thurnau eingegliedert.

### Einwohnerentwicklung
| Jahr      | 001861 | 001871 | 001885 | 001900 | 001925 | 001950 | 001961 | 001970 | 001987 |
| Einwohner | 15     | 12     | 6      | 4      | 5      | 3      | 2      | 3      | 3      |
| Häuser    |        |        | 1      | 1      | 1      | 1      | 1      |        | 2      |
| Quelle    | [ 11 ] | [ 12 ] | [ 13 ] | [ 14 ] | [ 15 ] | [ 16 ] | [ 17 ] | [ 18 ] | [ 1 ]  |

## Religion
Hammerhaus ist evangelisch-lutherisch geprägt und nach St. Johannes der Täufer (Hutschdorf) gepfarrt.